# Dun Carloway
Dun Carloway (en gaèlic escocès Dùn Chàrlabhaigh) és un broch situat al districte de Carloway, a la costa oest de l'illa de Lewis, Escòcia.
Es tracta d'un broch molt ben conservat, en les parts del costat est la paret arriba als 9 metres d'altura. En alguns punts també hi ha reconstruccions més modernes de la mateixa paret. Dun Carloway va ser construït, probablement, en algun moment del segle i aC, i la datació per radiocarboni de les restes trobades al broch evidencien que va ser ocupat fins al voltant del 1300.
A la base, el broch té entre 14 i 15 metres de diàmetre i les parets al voltant de 3 metres de gruix. Té planta circular i parets paral·leles que deixen un buit practicable entre ambdues i va ser construïda sense morter. Probablement tenia el sòl de fusta, envans i sostre de palla, necessaris per fer-la habitable, però l'única evidència que queda d'això són els forats per als pals i bigues. Juntament amb el sostre, l'estret passadís presumiblement assegurat per una porta de fusta, foren els punts més vulnerables de la construcció, sobretot al foc.

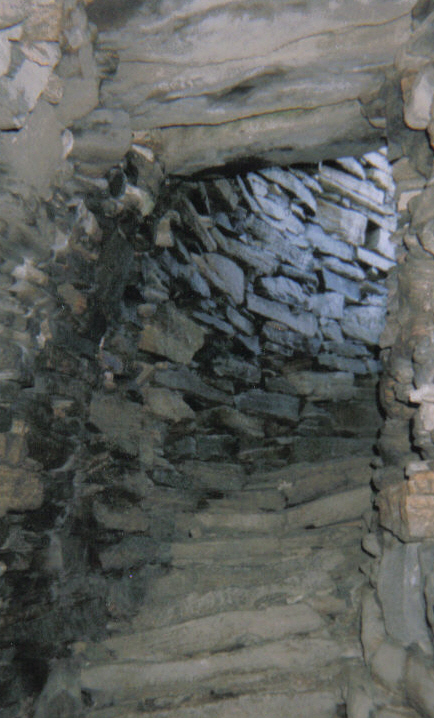
Escala entre murs, comunica els nivells primer i segon.

L'única obertura cap a l'exterior, la porta d'entrada, té unes dimensions inferiors a 107 centímetres d'alta per 91 d'ampla, sent la llinda la pedra més gran de tota la construcció.
La doble paret es compon del mur interior, vertical, i del mur exterior amb una inclinació que fa que els passadissos inferiors siguin fàcilment practicables però no així els superiors. En la construcció existien, algunes es conserven, obertures o portes que donaven pas des de l'interior a aquests passadissos, que s'arriben a unir entre plantes per mitjà d'escalars. Tant els passadissos com les escales estan realitzats amb lloses de pedra que es recolzen en tots dos murs. A la planta baixa entre tots dos murs s'obren quatre habitacions, en una de les quals s'han trobat restes de ceràmica, la coneguda com a habitació A. Una altra habitació, la D, s'obre al passadís d'entrada al broch, per la qual cosa se suposa que allotjava a qui ho guardava.
En els murs interiors s'aprecia encara el recreixement fet a uns 2,1 metres per recolzar el sòl que conformaria el sostre de la planta baixa i pis de la superior.